# Buzzi Unicem
Buzzi — итальянская компания, занимающаяся производством цемента, бетона, заполнителей бетона. Компания была основана в 1999 году. Штаб-квартира компании располагается в Казале-Монферрато, Италия.

## История
Компанию основали Пьетро и Антонио Буцци в 1907 году в Трино под названием Fratelli Buzzi Cementi (Цемент братьев Буцци). В 1923 году в Казале-Монферрато был открыт второй цементный завод. Третий завод в Робиланте начал работу в 1965 году. В 1981 году началось расширение деятельности за рубеж, тогда была куплена мексиканская Corporación Moctezuma.
В 1999 году в результате слияния Fratelli Buzzi Cementi с другим итальянским производителем цемента, компанией Unicem, образовалась группа Buzzi Unicem. Компания Unicem была основана в 1872 году в Казале-Монферрато, в 1970-х годах начала деятельность в США. В 2001 году Buzzi Unicem начала партнёрство с немецкой компанией Dyckerhoff, а в 2005 году поглотила её. В 2007 году были созданы филиалы в Нидерландах и России.

## Собственники и руководство
Контрольный пакет акций принадлежит семье Буцци (52,95 % акций). Вероника Буцци (Veronica Buzzi) занимает пост председателя совета директоров, а Пьетро Буцци (Pietro Buzzi) — генерального директора.

## Деятельность
Компания Buzzi занимается производством и продажей цемента и бетона. Выручка за 2023 год составила 4,32 млрд евро, основными рынками были США (40 % выручки), Германия (19 %), Италия (18 %), Россия (7 %), Люксембург и Нидерланды (5 %), Чехия и Словакия (5 %), Польша (4 %) и Украина (2 %).
В списке крупнейших публичных компаний мира Forbes Global 2000 за 2024 год Buzzi Unicem заняла 1970-е место.

## Дочерние компании
Среди прочих дочерними компаниями являются: Dyckerhoff AG, Deuna Zement GmbH, Unical SpA, Cimalux SA, Dyckerhoff Polska sp. z.o.o., Cement Hranice as, ОАО «Сухоложскцемент», VAT Yugcement, Buzzi Unicem USA Inc, Buzzi Unicem International Sarl и Alamo Cement Company. В связи с деятельностью в России на фоне российско-украинской войны украинское Национальное агентство по предотвращению коррупции внесло «Buzzi Unicem» в число международных спонсоров войны.